# Rennpatt
Rennpatt ist ein aus einer Hofschaft hervorgegangener Wohnplatz in der bergischen Großstadt Solingen. Heute tragen eine Straße und eine Bushaltestelle im Solinger Stadtteil Ohligs den Namen des Ortes.

## Lage und Beschreibung
Die frühere Hofschaft Rennpatt lag etwas südlich des Lochbachs und unmittelbar westlich der Bahnstrecke Haan-Gruiten–Köln-Deutz. Dort befindet sich heute die Straße Rennpatt, die von der Bahnstraße abzweigt. Der Ort ist jedoch in der geschlossenen Bebauung des Ohligser Stadtkerns vollständig aufgegangen. 
Die in der Höhe des einstigen Hofes verlaufende Landesstraße 85, die Obere Hildener Straße beziehungsweise im weiteren Verlauf die Kasparstraße, unterquert die darüber verlaufende Bahnstrecke durch eine Unterführung. Nördlich liegen Keusenhof, Maubes und Schnittert. Östlich, auf der anderen Seite der Bahnstrecke, befinden sich Kullen, Poschheide und Suppenheide. Südlich lagen die einstigen Höfe Bockstiege und Hüttenhaus. Im Westen befand sich neben Heiligenstock und Scheid die ursprüngliche Hofschaft Ohligs.

## Etymologie
Für die Deutung des Ortsnamens Rennpatt gibt es verschiedene Theorien. Brangs vermutet, dass das Präfix Renn- als steiler Abhang gedeutet werden kann, das Suffix -patt sei eine bergische Form für Weg (=Pfad). Demnach hätte der einstige Hof an einem Weg am Rande eines steilen Abhangs gelegen. In der Tat ist das Gelände zum nördlich gelegenen Lochbach stark abfallend.
Ein etymologischer Zusammenhang mit Rennweg ist gleichwohl nicht auszuschließen.

## Geschichte
Die erste urkundliche Erwähnungs Rennpatts erfolgte als zome Renpade im Jahre 1451. Im Jahre 1715 ist der Ort in der Karte Topographia Ducatus Montani, Blatt Amt Solingen, von Erich Philipp Ploennies mit einer Hofstelle verzeichnet und als Rempadt benannt. Der Ort gehörte zur Honschaft Merscheid innerhalb des Amtes Solingen. Die Topographische Aufnahme der Rheinlande von 1824 verzeichnet den Ort nicht, die Preußische Uraufnahme von 1844 als Renpfad. In der Topographischen Karte des Regierungsbezirks Düsseldorf von 1871 ist der Ort unbenannt verzeichnet.
Nach Gründung der Mairien und späteren Bürgermeistereien Anfang des 19. Jahrhunderts gehörte Rennpatt zur Bürgermeisterei Merscheid, die 1856 zur Stadt erhoben und im Jahre 1891 in Ohligs umbenannt wurde.
1815/16 lebten 35, im Jahre 1830 39 Menschen im als Weiler bezeichneten Wohnplatz. 1832 war der Ort weiterhin Teil der Honschaft Merscheid innerhalb der Bürgermeisterei Merscheid, dort lag er in der Flur III. Ohligs. Der nach der Statistik und Topographie des Regierungsbezirks Düsseldorf als Hofstadt kategorisierte und als Renpadt bezeichnete Ort besaß zu dieser Zeit sechs Wohnhäuser und acht landwirtschaftliche Gebäude mit 40 Einwohnern, davon acht katholischen und 32 evangelischen Bekenntnisses. Die Gemeinde- und Gutbezirksstatistik der Rheinprovinz führt den Ort 1871 mit 14 Wohnhäusern und 73 Einwohnern auf.
Die Bergisch-Märkische Eisenbahn-Gesellschaft (BME) trassierte zwischen 1864 und 1867 die Bahnstrecke Gruiten–Köln-Deutz in Nord-Süd-Richtung von Caspersbroich bis Landwehr quer durch das heutige Solinger Stadtgebiet und teilte dabei das Stadtgebiet der Gemeinde Merscheid in zwei Hälften. Die Trassierung machte unter anderem den Bau von Dämmen nötig, um die Täler von Itter und Lochbach zu überspannen. So auch im Bereich der Hofschaften Rennpatt und Kullen, so dass Teile der beiden Orte dem Bahnbau zum Opfer fielen. Was von der Hofschaft übrig blieb, ging bis Ende des 19. Jahrhunderts in den sich ausbreitenden Wohngebieten des Ohligser Stadtzentrums auf.

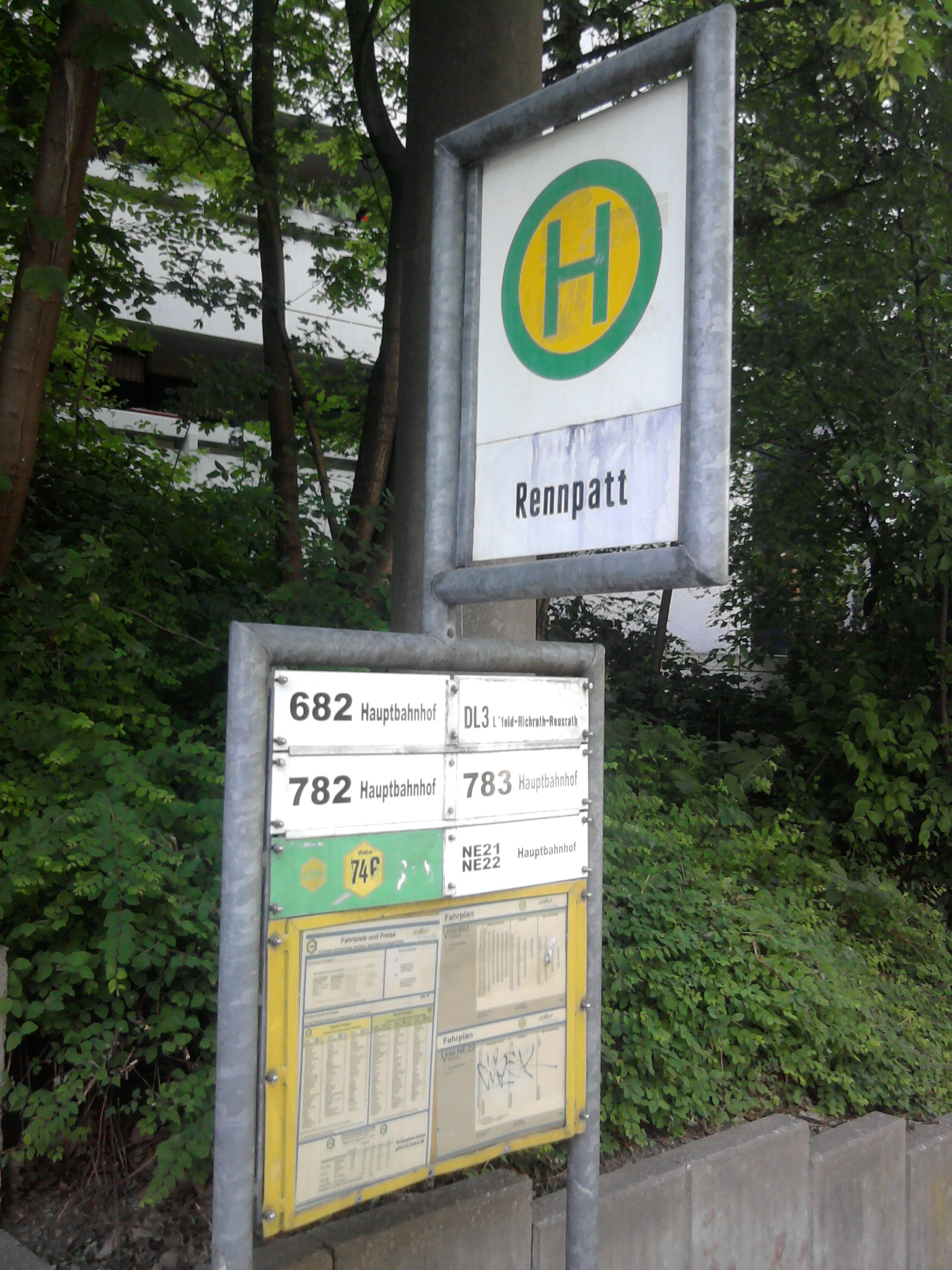
Bushaltestelle am Rennpatt

Mit der Städtevereinigung zu Groß-Solingen im Jahre 1929 wurde Rennpatt ein Ortsteil Solingens. Am 26. April 1935 erhielt die nach der Heiligenstocker Schule so genannte Schulstraße den Namen Am Rennpatt, mit dem an den einstigen Hof an gleicher Stelle erinnert werden sollte. Der Straßenname wurde später zu Rennpatt verkürzt. Auch eine Bushaltestelle der Solinger Stadtwerke an der Oberleitungsbuslinie 682 trägt den Namen des Ortes.
Ende der 1980er Jahre wurde an dem Ort vorbei von Broßhaus her die Obere Hildener Straße gebaut. In diesem Zuge wurde die Kottendorfer Straße vom Durchgangsverkehr in Richtung Wald befreit. Die Unterführung am Caspersbroicher Weg wurde später zurückgebaut und ist seither nur noch für Fußgänger nutzbar. Der Verkehr von und nach Hilden fließt seither an Rennpatt vorbei über Kullen über teils vierstreifig ausgebaute Straßen.